# Asatru Alliance

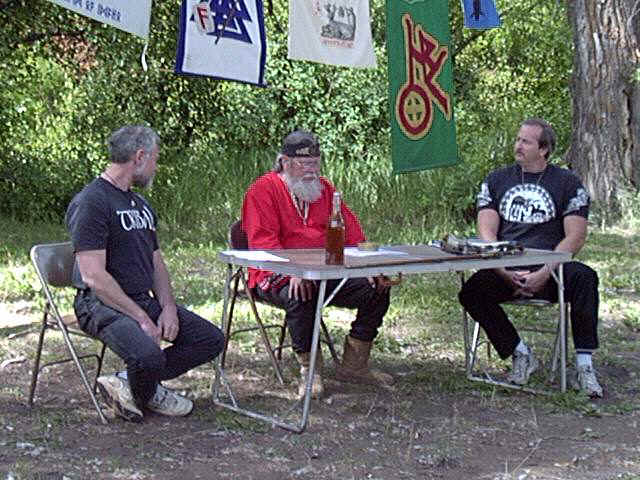
Michael "Valgard" Murray (al centro) con Stephen McNallen (a sinistra) e Eric "Hnikar" Wood IAOA Althing del 2000)

La Asatru Alliance (AA) è un gruppo Ásatrú statunitense, succeduto all'Asatru Free Assembly (AFA) nel 1987, fondato da Michael J. Murray (chiamato anche Valgard Murray), che è anche l'ex vice presidente della Odinist Fellowship. L'AFA si divise in due gruppi, l'Asatru Alliance e The Troth. L'Ásatrú Alliance è per la maggior parte una ricostruzione dell'AFA.
Il gruppo di McNallen si riformò con il nome di Asatru Folk Assembly nel 1994 e le due organizzazioni sono esistite in parallelo dal 1997 al 2002, temporaneamente unite nella International Asatru-Odinic Alliance. Gardell nel 2003 classifica il gruppo come folkish. L'AA definisce l'Ásatrú come "la religione etnica dei popoli del nord Europa".
L'Ásatrú Alliance è riconosciuta dall'articolo della legge statunitense 501(c)(3) come organizzazione religiosa non-profit. L'AA fu costituita il 19 giugno 1988 da sette kindred, dove c'erano alcuni membri della defunta Ásatrú Free Assembly, che ratificarono uno statuto nel quale si dichiarava di voler preservare e promuovere le credenze dell'Ásatrú negli Stati Uniti d'America.
L'Ásatrú Alliance promuove la cultura nativa dei popoli nordici. L'organizzazione denuncia il razzismo.
L'AA è attualmente comandata da un'assemblea formata da rappresentanti delle varie kindred.
L'AA ha tenuto il suo ventottesimo Althing nel luglio 2008. Si stima che nel 1996 l'AA avesse avuto tra i 500 e i 1000 membri.